# Lisip de Sició
|  | Per a altres significats, vegeu «Lisip (desambiguació)». |

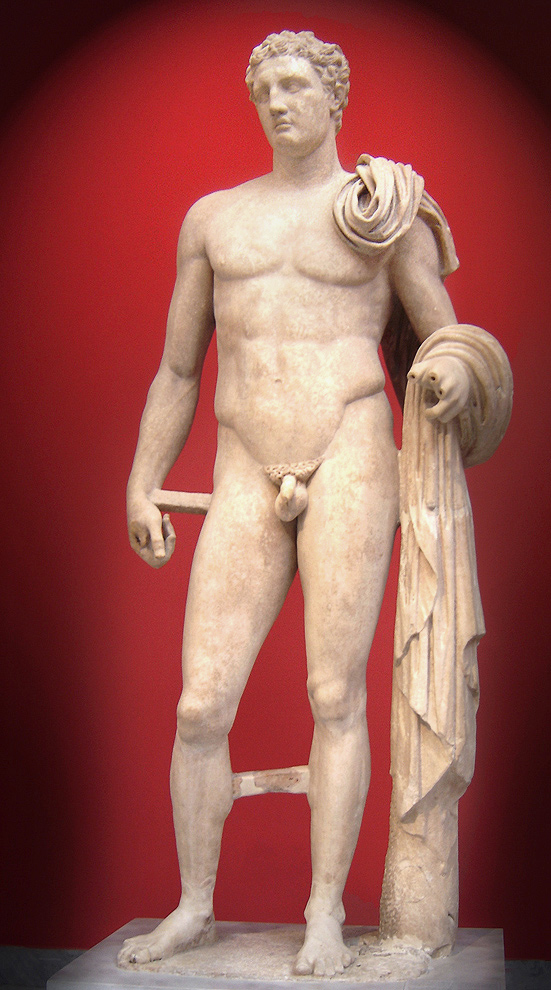
Hermes, còpia romana del dC d'un original de Lisip del (Museu Arqueològic Nacional d'Atenes).

Lisip (grec antic: Λύσιππος, Lýsippos, llatí: Lysippus; Sició, c. 390 - 310 aC) va ser un escultor grec d'època clàssica, germà de Lisístrat i contemporani d'Escopes i de Praxíteles. Va ser el creador d'una tècnica revolucionària que consistia a fer els caps proporcionalment més petits que els cossos per produir una sensació de grandesa.
Va destacar principalment com a autor de retrats en bronze, per als quals era molt sol·licitat. El seu client més famós va ser Alexandre el Gran, que li va encarregar diversos retrats, els quals esdevindrien els models de les representacions posteriors del rei macedoni. Van ser deixebles seus Cares de Lindos i Eutíquides de Sició, a més dels seus tres fills, especialment Euticràtides.
Pausànies diu que va fer una estàtua al vencedor olímpic Troile (que va guanyar a l'olimpíada 102, però les estàtues se solien fer força anys després de la victòria), de la qual una inscripció es va trobar a Roma (Σέλευκος βασιλεύς. Λύσιππος ἐποίει); com que Seleuc no va assolir el títol reial fins a l'olimpíada 117, s'ha suposat que floria vers el 300 aC atès que sovint s'afegien inscripcions a estàtues fetes abans.
Treballava principalment el bronze (faber aerarilus), i va ser considerat el més gran escultor i sempre deia que el que s'havia d'imitar era la natura i no als artistes. Ciceró diu que considerava el Dorífor i Policlet els seus mestres i certament el seu estil estava connectat amb l'escola argiva de Policlet igual que l'escola d'Escopes i Praxíteles estava relacionada amb l'escola àtica de Fídies. Plini el Vell li atribuí prop de 1.500 obres, no conservades, però de les quals ens han arribat diverses còpies. Sembla que cobrava una peça d'or per cada estàtua; les peces d'or foren contades després de la seva mort.

## Obres
Com que totes les seves estàtues foren fetes en bronze, cap no s'ha conservat, ja que el bronze es deteriora ràpidament amb el temps, tot i que hi ha algunes còpies en joies i monedes. Entre els treballs més remarcables que se li han atribuït cal destacar l'Hèracles Farnese i l'Hèracles assegut. La seva obra més coneguda és l'Apoxiòmenos, estàtua d'un jove que es treu l'oli del cos amb un estrígil de la qual es conserva una còpia als Museus Vaticans.
La següent és una llista d'algunes de les seves principals obres, moltes de les quals dedicades al seu tema preferit, Hèrcules:
- 1. Estàtua colossal de Zeus a Tàrent
- 2. Estàtua de Zeus a Sició
- 3. Zeus Nemeu a Argos
- 4. Zeus assistit per les Muses
- 5. Posidó a Corint
- 6. Dionís a la cova sagrada del Mont Helicó
- 7. Eros a Tèspies
- 8. Hèrcules colossal a Tàrent (portat després a Roma i més tard a Bizanci)
- 9. Hèrcules traient el poder a Eros
- 10. Estàtua petita d'Hèrcules (επιτρα πέζιος) assegut al banquet dels déus
- 11. Hèrcules al fòrum de Sició
- 12. Estàtues d'Hèrcules fent els treballs a Alyzia (Arcàdia) i més tard a Roma
- 13. Estàtua de Time o Oportunitat
- 14. Heli en quadriga a Rodes
- 15. Un sàtir a Atenes.
- 16. El bany d'un atleta posat per Agripa en un dels seus banys i després portat per Tiberi a la seva pròpia cambra per un temps
- 17. Una dona cantant
- 18. Diverses estàtues d'atletes
- 19. Una estàtua de Sòcrates
- 20. Estàtua d'Esop
- 21. Estàtua de Praxil·la.
- 22. Nombroses estàtues d'Alexandre el Gran, la més famosa l'Alexandre amb llança amb l'epigrama gravat:  αὐδασοῦντι δ᾽ ἔοικεν ὁ χάλκεος εἰς Δία λεύσσων; γᾶν ὑπ᾽ ἐμοὶ τιθεμαι, Ζεῦ, σὺ δ᾽ Ὄλυμπον ἔχε